# Фіногєєв Олександр Віталійович
Олександр Віталійович Фіногєєв (нар. 2 січня 1953, с. Беково, Пензенська область, РРФСР, СРСР) - російський, український письменник, лікар.

## Біографія
Фіногєєв Олександр Віталійович (народився 2 січня 1953 року) — письменник, лікар.
Народився 2 січня 1953 року в Поволжі, в селищі Беково, Пензенська область. Він так описує свою появу на світ Божий: «Під ранок, в п'ятницю, 2 січня 1953 року в селищі Беково, провідним своє літочислення з 1621 року, хоча початок його історії ведеться з 1671 року що на південному заході Пензенської області, швидше за все в селянській, ніж в інтелігентній родині, в люту, сніжну зиму і Різдвяні морози, хоча таких слів в той час навіть і не вимовляли, бо всі були атеїстами, за два з невеликим місяці до смерті Вождя всіх часів і народів, товариша Сталіна, моя мама вибрали несамовитий крик і на білий світ з'явилося недоношеним, золотушним істота, яка теж несамовито закричав, намагаючись перекричати виття вітру за вікном, і оповістити світ про появу нового мешканця блакитної планети. Це був я! І з'явитися в інший час мені не уявлялося можливим».
Його мати, Фіногеева (Клімова) Зоя Миколаївна (1925-1981), інженер по лесокультур, працювала в Бековському лісгоспі. Батька Олександр не пам'ятає, він кинув сім'ю, коли йому виповнилося три місяці. Виховували його жінки: мама, бабуся і тітка.
Після закінчення середньої школи в 1970 році пішов працювати на завод Металлопластмассовых виробів в селищі Колишлей Пензенської області, де працював верстатником, а потім наладчиком. В 1971 році вступив у Ленінградську Військово-медичну академію імені Кірова С. М. на факультет підготовки лікарів для Військово-морського флоту. Навчання він пізніше опише в своїх ранніх оповіданнях. Закінчив її в 1977 році був направлений для подальшого проходження служби на Червонопрапорний Чорноморський флот, де служив лікарем на військових кораблях та частинах Севастополя і Миколаєва.
Почав службу на Гвардійському Великому протичовновому кораблі «Сообразительный» з посади начальника медичної служби. Через півроку був відряджений на малий ракетний корабель і відбув на ньому в Червоне море, в район бойових дій між Ефіопією і Сомалі. По завершенні походу, закінчив інтернатуру по хірургії і в 1978 році був направлений на Єскадрений міноносець «Благородний», на якому прослужив шість років. На цьому кораблі борознив Чорне, Мармурове, Егейське, Середземне, Іонічне, Адріатичне, Тірренське моря, Атлантичний океан, обігнув Європу і з Севастополя прийшов на острів Котлін, місто Кронштадт через Гібралтарську протоку, Біскайська затока, протока Ла-Манш, Північне і Балтійське моря і Фінську затоку.
У 1984 році переведений на Сторожовий корабель «Беззаветный».
Проходячи службу на кораблях, дуже багато оперував.
З дружнім візитом був у Болгарії, Югославії, Сирії та Тунісі.
У 1985 році, для подальшого проходження служби, направлений у місто Миколаїв на посаду флагманського лікаря в 181 бригаду споруджуваних і ремонтирующихся кораблів.
У 1998 році закінчив військову службу в званні підполковника. Воїн-інтернаціоналіст. Нагороджений дев'ятьма урядовими нагородами.
Після служби працював в обласному Управлінні охорони здоров'я, медицини катастроф, міському Управлінні охорони здоров'я. Працює в Спілці письменників в місті Миколаїв і лікарем-реабілітологом в лікарській амбулаторії сімейного типу у селі Степове, Миколаївської області.
Автор дев'яти  книг оповідань.
Своє життя Олександр Фіногеев з великим інтересом описує в автобіографічних оповіданнях «Про мене» і «Я». Безліч розповідей, пов'язаних зі службою на кораблях, більшість з яких гумористичні, він розміщує на сторінках всіх своїх книгах. Пише також ліричні, драматичні повісті й оповідання, публіцистику.
Скальпель і ручка - ось два інструменти, які він впевнено тримав і тримає в своїх руках протягом всього свого життя. Крім надання кваліфікованої медичної допомоги морякам Чорноморського флоту, він прагнув полегшити службу початківцям корабельним лікарям і пише «Пам'ятку начальнику медичної служби надводного корабля», «Посібник з електрокардіографії», «Довідник голкорефлексотерапевт». Крім цього, пише репризи для команд КВН, сценарії до новорічних свят і дитячим ранків.
Саме в селі Степове розкривається письменницький талант Олександра Віталійовича. З-під його пера в 2008 році виходить перша книга морських розповідей «В ті дні в морях дороги наші були», а в 2009 і 2013 р одах - «... і життя, і море, і любов ...», і «По місцях стояти! »...
Він знайомиться з поетами та публіцистами. Лауреат Державної премії поет Дмитро Кремінь, поет В'ячеслав Качурин і літературний критик Євгеном Мірошниченко проявили до молодого автора батьківську турботу і показали шлях у велику літературу
22 травня 2014 року прийнятий у Союз письменників Росії.
Потім книги у Фіногеєва посипалися, як з рогу достатку: в 2014 році «У житті не повірю», в 2015 році - «Міражі туману», в 2017 році - «Кола на воді», в 2018 році - «Смуга прибою», в 2018 році - «Бризки океану. Вибране », в 2019 році -« Тиха заводь ».
Олександр Іванов, професор Миколаївської філії Київського національного університету культури і мистецтв, поет, прозаїк, композитор і публіцист пише в одному з передмов до його книги наступне: «Багато лікарів (згадаємо: Антон Чехов, Володимир Даль, Михайло Булгаков, Григорій Горін, Василь Аксьонов , Вікентій Вересаєв, Станіслав Лем, Конан Дойль і багато інших), залишивши свою основну професію, стали письменниками. Чому? Напевно, праця лікаря має на превеликий розуміння філософії життя, знання психології людини і величезному досвіду спілкування з людьми. І звичайно ж, талант, закладений Богом. Фіногєєв теж, ступивши на письменницьку стезю, став цілителем душі.
В одній з передач на миколаївському телебаченні Олександра Фіногеєва назвали «Наш миколаївський Чехов!» Я з таким гіперболічним твердженням згоден. І зовсім не тому, що мені хочеться зарахувати свого друга до когорти великих. Тут важливий творчий посил. В його оповіданнях присутній і м'який гумор, і людська трагедія, і тонкі психологічні спостереження, і зрілі думки. А головне - прагнення розсекретити глибинні мотиви подій, вчинків, почуттів.
Ще його називають майстром діалогу. У них він розкриває і вигляд, і характер героя, його взаємини з навколишнім світом і суть того, що відбувається. Хто знає Фіногеєва особисто, може сміливо дізнатися в ньому будь-якого з його героїв. І мова його живий, невигадані, народний, лексика багата і вишукана».
З огляду на, що він військовий лікар, в більшій частині його оповідань, особливо ранніх, події пов'язані з військово-морською службою. Його герої - моряки і офіцери, а романтика моря описується яскраво і пронизливо.
Проживаючи в  селі Степове, Миколаївської області, видається в кращому видавництві "Іліон".
Публікується в літературно-художніх періодичних виданнях «Миколаїв літературний», «Соборна вулиця». Брав участь у фестивалях: "Миколаївська книга", "День сміху", веде в школі літературний гурток «Крила Пегаса», бере участь у зустрічах з читачами Миколаєва та Миколаївської області, селища Беково Пензенської області (Росія),  пропагує свою творчість, твори інших письменників і їхні книги.
Проза автора самобутня, хлестка, з відтінками народності, де гумор і людська трагедія нерозривно пов'язані з життям героїв його оповідань. Він любить писати про моряків і про море, якому віддав двадцять шість років життя.
Автор слів 9 пісень: "Ты ушла",  "Все ты!",  "Бессмертный полк", "Ты приходи", " Шепчу",  "Любите Вы...",  "Быть может ты пришла с небес",  "Фокстрот грусти",   "Морская служба". Композитор Ігор Мєркушев, Санкт Петербург.
Фіналіст національної літературної премії "Письменник року 2020".

## Твори

### Книги
- Финогеев, А. В. В те дни в морях дороги наши были [Текст] : рассказы / А. В. Финогеев. - Николаев : [б. и.], 2007. - 227 с.
- Финогеев, А. В. ...И жизнь, и море, и любовь... [Текст] : рассказы / А. В. Финогеев. — Николаев : РАЛ-полиграфия, 2009. — 412 с. [Архівовано 4 квітня 2018 у Wayback Machine.]
- Віра. Надія. Любов [Текст]: сборник. — Николаев: типография Черноморского завода, 2012. — 256 с.
- Финогеев, А. В. По местам стоять! [Текст] : рассказы / А. В. Финогеев. — Николаев : РАЛ-полиграфия, 2013. — 300 с. [Архівовано 21 березня 2018 у Wayback Machine.]
- Финогеев, А. В. В жизни не поверю! [Текст] : рассказы / А. В. Финогеев. — Николаев : РАЛ-полиграфия, 2014. — 384 с. [Архівовано 21 березня 2018 у Wayback Machine.]
- Финогеев, А. В. Миражи тумана [Текст] : рассказы / А. В. Финогеев. — Николаев : Илион, 2015. — 312 с. [Архівовано 21 березня 2018 у Wayback Machine.]
- Финогеев, А. В. Круги на воде [Текст] : рассказы / А. В. Финогеев. — Николаев : Илион, 2017. — 336 с. [Архівовано 21 березня 2018 у Wayback Machine.]
- Финогеев, А. В. Полоса прибоя [Текст]: рассказы / А. В. Финогеев. — Николаев : Илион, 2018. — 300 с. [Архівовано 21 березня 2018 у Wayback Machine.]
- Финогеев, А. В. Брызги океана. Избранное [Текст]: рассказы / А. В. Финогеев. — Николаев : Илион, 2018. — 416 с. [Архівовано 21 березня 2018 у Wayback Machine.]
- Небесне і земне [Текст] : сборник Обдаровані мудрістю Миколаїв: Іліон, 2018 - 532 с.
- Финогеев, А. В. Тихая заводь [Текст] : рассказы / А. В. Финогеев. — Николаев : Илион, 2019. — 260 с. [Архівовано 21 березня 2018 у Wayback Machine.]

### Публікації у виданнях
- Эпоха Secand hand [Текст]: рассказ. — Южная правда. — 2013. — 27 июня
- Как всё начиналось [Текст]: рассказ. — Николаев Литературный. — 2013. — № 12
- Природная находчивость [Текст]: рассказ. — Николаев Литературный. — 2013. — № 12
- Жизнь, как она есть [Текст]: рассказ. — Николаев Литературный. — 2013. — № 12
- Золотые яблоки [Текст]: рассказ. — Николаев Литературный. — 2013. — № 12
- Первое знакомство с флотом [Текст]: рассказ. — Николаев Литературный. — 2013. — № 12
- Продолжение следует [Текст]: рассказ. — Николаев Литературный. — 2014. — № 8
- Дружба [Текст]: рассказ. — Николаев Литературный. — 2014. — № 8
- Отпуск [Текст]: рассказ. — Николаев Литературный. — 2014. — № 8
- Крутой вираж [Текст]: рассказ. — Соборная улица. — 2015. — № 3-4
- Одноклассники [Текст]: рассказ. — Соборная улица. — 2015. — № 3-4
- Всего лишь один день [Текст]: рассказ. — Соборная улица. — 2016. — № 3- 4
- Уйдут ли философские романы из школьной программы. — Бековский вестник. — 2016. — 21 октября
- Дождь [Текст]: рассказ. — Николаев Литературный. — 2017. — № 4
- Пятница, тринадцатое [Текст]: рассказ. — Николаев Литературный. — 2017. — № 7
- Хомяк [Текст]: рассказ. — Соборная улица. — 2017. — № 1-2
- Музыкальный дивертисмент [Текст]: рассказ. — Соборная улица. — 2017. — № 1-2
- Поэзия любви [Текст]: рассказ. — Соборная улица. — 2017. — № 1-2
- Строевой смотр [Текст]: рассказ. — Николаев Литературный. — 2018. — № 2
- Мудрость — не порок [Текст]: рассказ. — Николаев Литературный. — 2018. — № 2
- История болезни [Текст]: рассказ. — Николаев Литературный. — 2018. — № 2
- Судьба [Текст] : рассказ. - Николаев Литературный. - 2018. - № 1-2
- Живая легенда [Текст]: -  Николаев Литературный. - 2019. - № 1-2
- Философ: [Текст] : рассказ. - Николаев Литературный. - 2019. - № 11
- Я [Текст] : рассказ. - Николаев Литературный. - 2019. - № 11
- Возвращение [Текст] : рассказ. - Николаев Литературный. - 2019. - № 11

### Про життя і творчість Олександра Фіногєєва
- Сокова О. Писатель из Николаева посетил Беково [Текст]. – Бековский вестник. – 2014. – № 12 (7 мая)[1]
- Сокова О. Офиногенно! [Текст]. — Бековский вестник. — 2014. — № 13 (8 мая)
- Шевченко Г. Н. Судьба моряка [Текст]: предисловие // В кн. Финогеев, А. В. Миражи тумана [Текст] : рассказы / А. В. Финогеев. — Николаев : Илион, 2015. — 312 с.
- Члены клуба  Стихия встретились с писателем А.В. Финогеевым [Текст]. – Бековский вестник. –  2015. -№ 44 (9 ноября)[2]
- Деминкова Н. Как дышит, так и пишет [Текст]. — Бековский вестник. — 2015. -№ 45 (13 ноября)
- Поэт Вячеслав Качурин о прозаике Александре Финогееве [Текст]. — Николаев Литературный. — 2014. — № 8
- Мирошниченко Е. Корабль его жизни [Текст]. — Соборная улица. — 2016. — № 3- 4
- Литературовед Евгений Мирошниченко о прозаике Александре Финогееве [Текст]. — Николаев Литературный. — 2016. -№ 4
- Презентация книги Александра Финогеева «Миражи тумана» в Николаевской библиотеке для юношества. О прозаике Александре Финогееве [Текст]. — Николаев Литературный. — 2016. -№ 4
- Павлова А. Встреча в Степовской библиотеке [Текст]. — Маяк. — 2016. — 16 апреля
- Павлова А. Віртуальна зустріч у Степівській бібліотеці [Текст]. — Маяк. — 2016. — № 14 (16 марта)
- Слюсаренко Н. Звичайна людина [Текст]. — Маяк. — 2016. — 23 июля
- Власенко Е. Как он ищет сюжеты [Текст]. — Южная правда. — 2017. — 14 января
- Иванов А. Морская душа [Текст]. –  Вечерний Николаев. – 2017. – 28 января[3]
- Шестак С. До нових зустрічей! [Текст]. — Маяк. — 2017. — 25 февраля
- Марущак В. Морские байки военврача Финогеева [Текст]. — Вечерний Николаев. — 2017. — 4 апреля[4]
- Марущак В. В плену повествования [Текст]. — Вечерний Николаев. — 2018. — 17 марта
- Марущак Вера Когда автор интригует [Текст.] - Соборная улица. - 2018. - № 1-2
- Сокова Ольга По морям, по волнам [Текст] -Бековский вестник. - 2018. - № 51 от 27.12 2018
- Юлія Ткач Олександр Фіногєєв: від бризків океану до тихої заводі [Текст] – Маяк. – 2020 - № 2 от 11 січня.
- Олександр К. Іванов, Валентина Л. Іванова [Текст]   Наука і творчість: Двоєдиний вимір мистецтва. Вибрані наукові та публіцистичні статті - Миколаїв "Іліон"  2020